# Nyctemera leuctra
Nyctemera leuctra là một loài bướm đêm thuộc phân họ Arctiinae, họ Erebidae.